# Mapové zobrazení
Mapové zobrazení, často též kartografická projekce, je způsob, jakým se převádí zobrazení povrchu Země (či jiného nebeského tělesa) z trojrozměrného zakřiveného povrchu referenčního elipsoidu či koule do roviny. Výsledek takového geometrického či početního postupu nazýváme mapa. Nejčastěji bývá na mapě sever směrem nahoru, jih směrem dolů, východ směrem doprava a západ směrem doleva.
Mezi základní parametry kartografického zobrazení patří:
- typ zobrazovací plochy,
- poloha osy zobrazovací plochy,
- a poloha středu promítání.

## Kartografické zkreslení
Protože povrch koule či elipsoidu není rozvinutelný do roviny (stejně jako nelze do roviny bez deformace rozvinout oloupanou slupku pomeranče), je zapotřebí převést jej na povrch některého geometrického objektu, jehož povrch do roviny rozvinutelný je. Takovými objekty jsou válec, kužel a také rovinná plocha sama. Převod kulové plochy do roviny znamená vždy tvarové zkreslení části obsažených informací. Ve výsledném rovinném zobrazení nemohou být současně zachovány všechny hlavní údaje – délky, úhly a plochy – vždy dochází ke zkreslení některého z nich (případně všech). Proto byla postupem času vyvinuta řada mapových zobrazení, z nichž každé klade důraz na jiný z důležitých údajů. Při vytváření map malých území (do několika set km²[zdroj⁠?!]) je zkreslení téměř zanedbatelné, je-li však třeba zachytit na mapě větší oblast (kraj, stát, světadíl, oceán či celou Zemi), je nutné pečlivě volit mapové zobrazení tak, aby odpovídalo účelu mapy.

Ukázka kartografického zkreslení
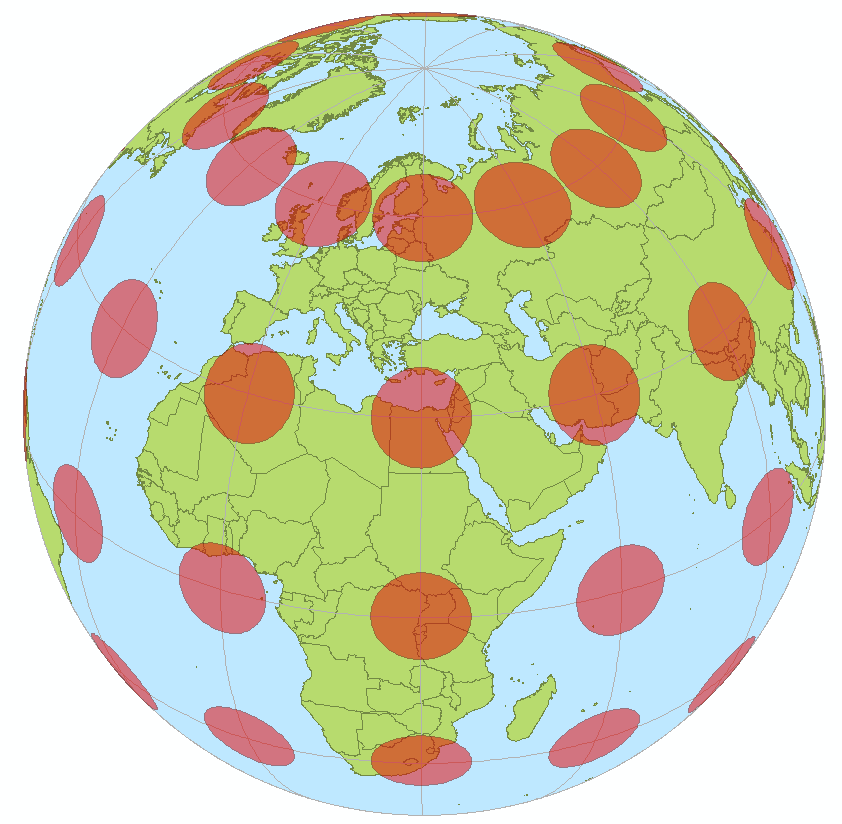
Tissotovy indikatrix rozmístěné pravidelně na povrchu Země.
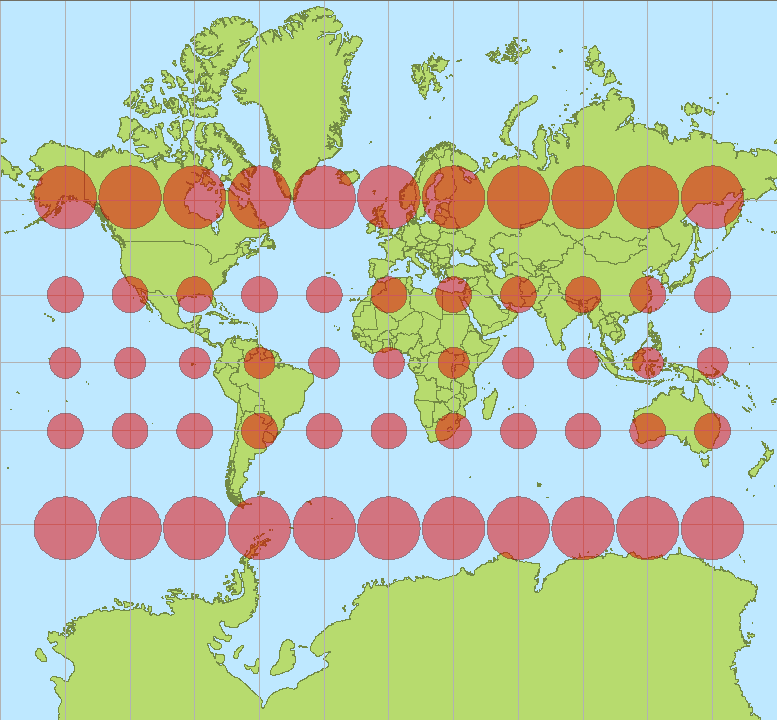
Ukázka zkreslení délek a ploch v oblasti pólů u Mercatorova zobrazení.
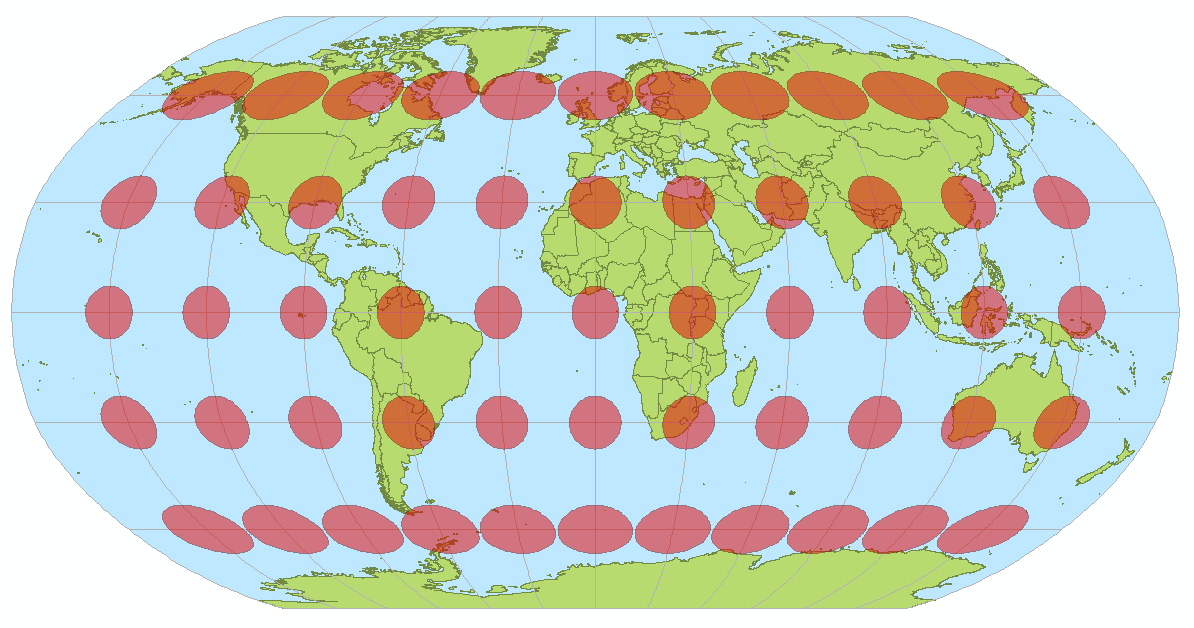
Ukázka zkreslení tvarů u Robinsonova zobrazení.

Nejznámější je Mercatorovo mapové zobrazení, to je však kritizované za („kolonialistické“) zvětšení oblastí dále od rovníku. Gall-Petersovo zobrazení ukazuje správné velikosti území, tvary a úhly ale neodpovídají skutečnosti. Kavrajského zobrazení bylo nejpoužívanější mapou v SSSR. Instituce National Geographic Society přešla roku 1988 na Robinsonovo zobrazení a v roce 1998 ho znovu nahradilo Winkelovým zobrazením, které minimalizuje všechny tři typy zkreslení: plochy, úhly i délky. Richard Čapek z Přírodovědecké fakulty UK katedry kartografie a geoinformatiky a člen České geografické společnosti vytvořil žebříček nejlepších mapových zobrazení, z nejznámějších se umístilo: na čtvrtém místě Robinsonovo, na šestém Kavrajského a na devátém Winkelovo.

## Populární mapová zobrazení

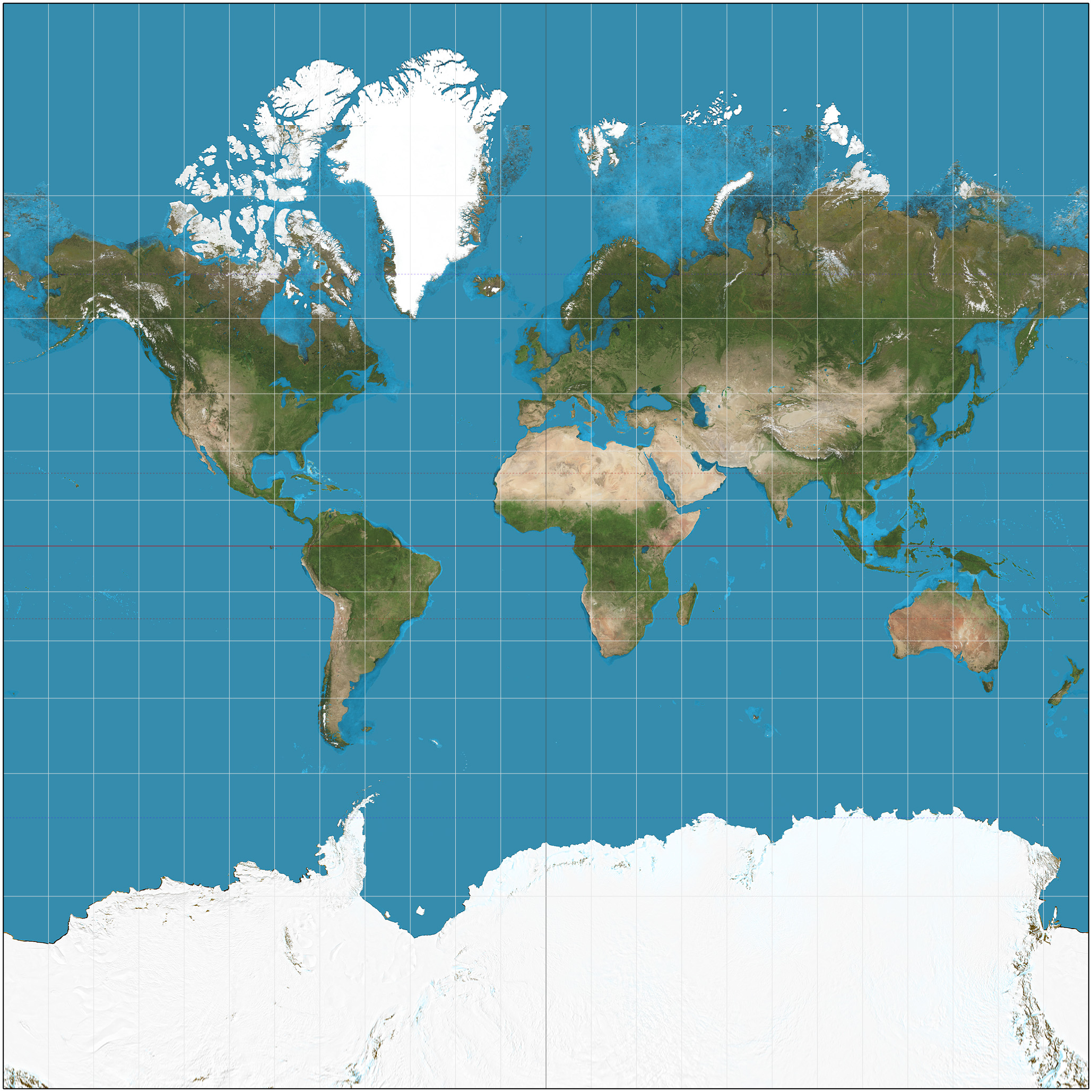
Mercatorovo zobrazení (1569)
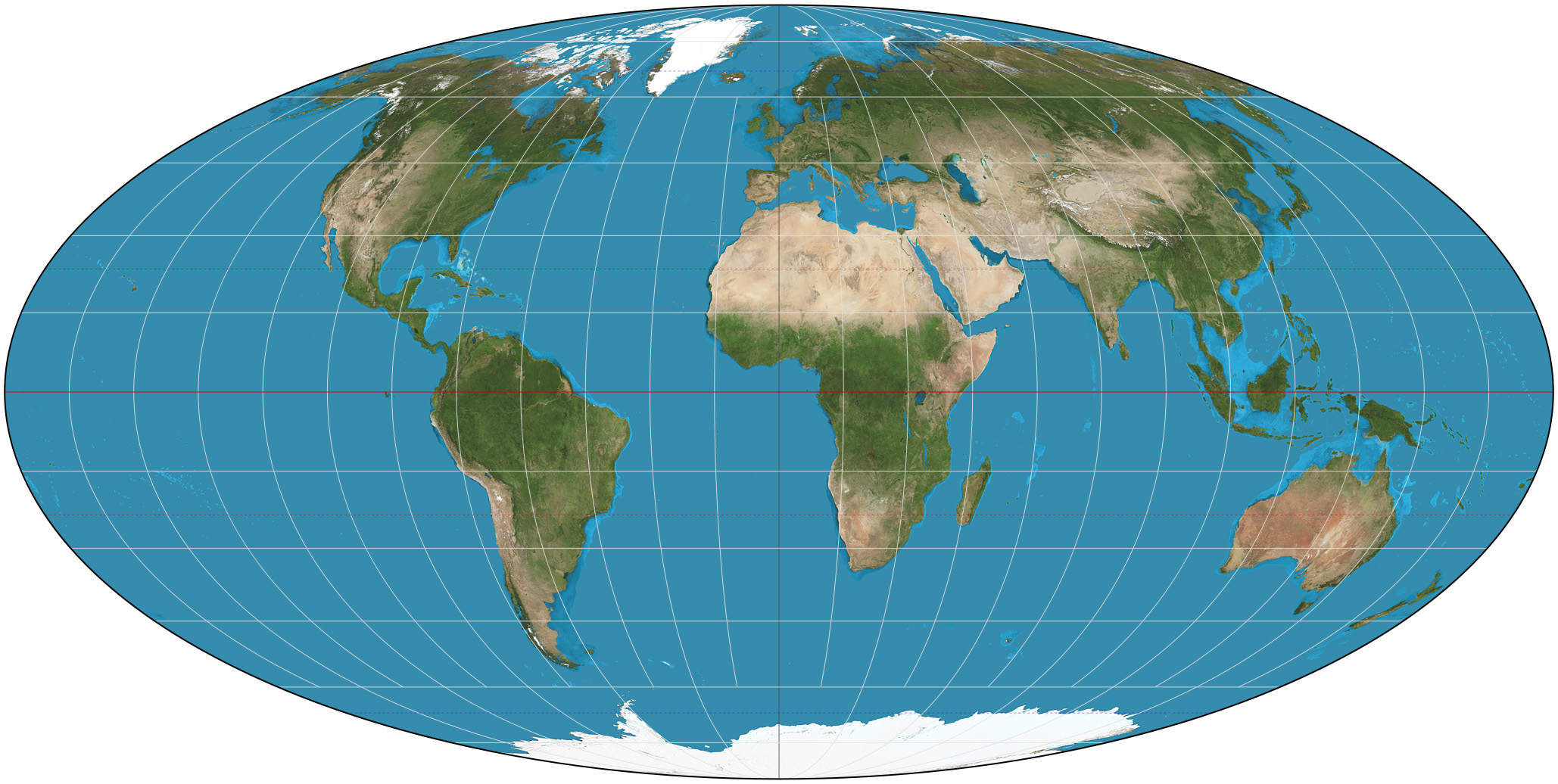
Mollweidovo zobrazení (1805)
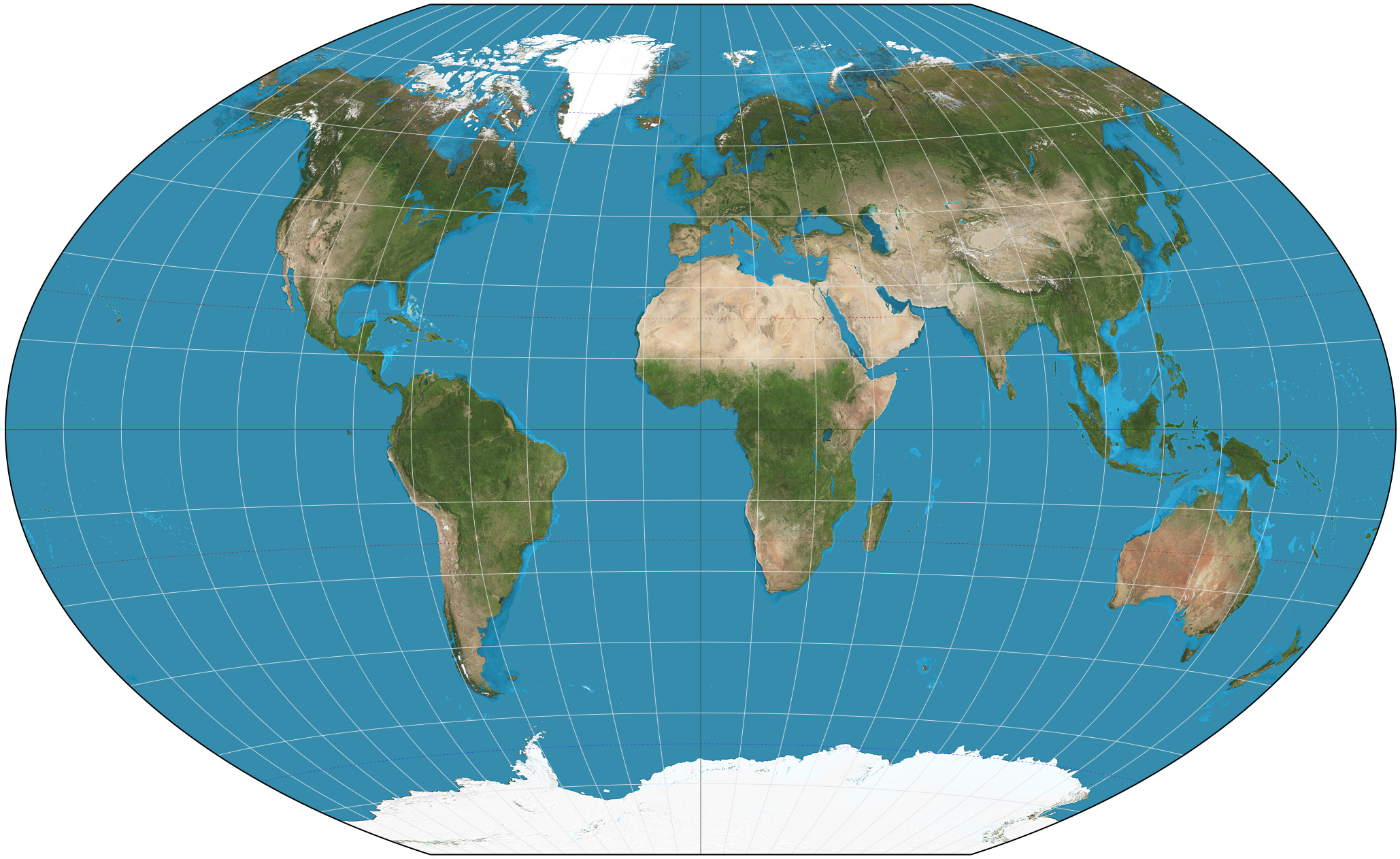
Winkelovo zobrazení (Winkel III, 1921)
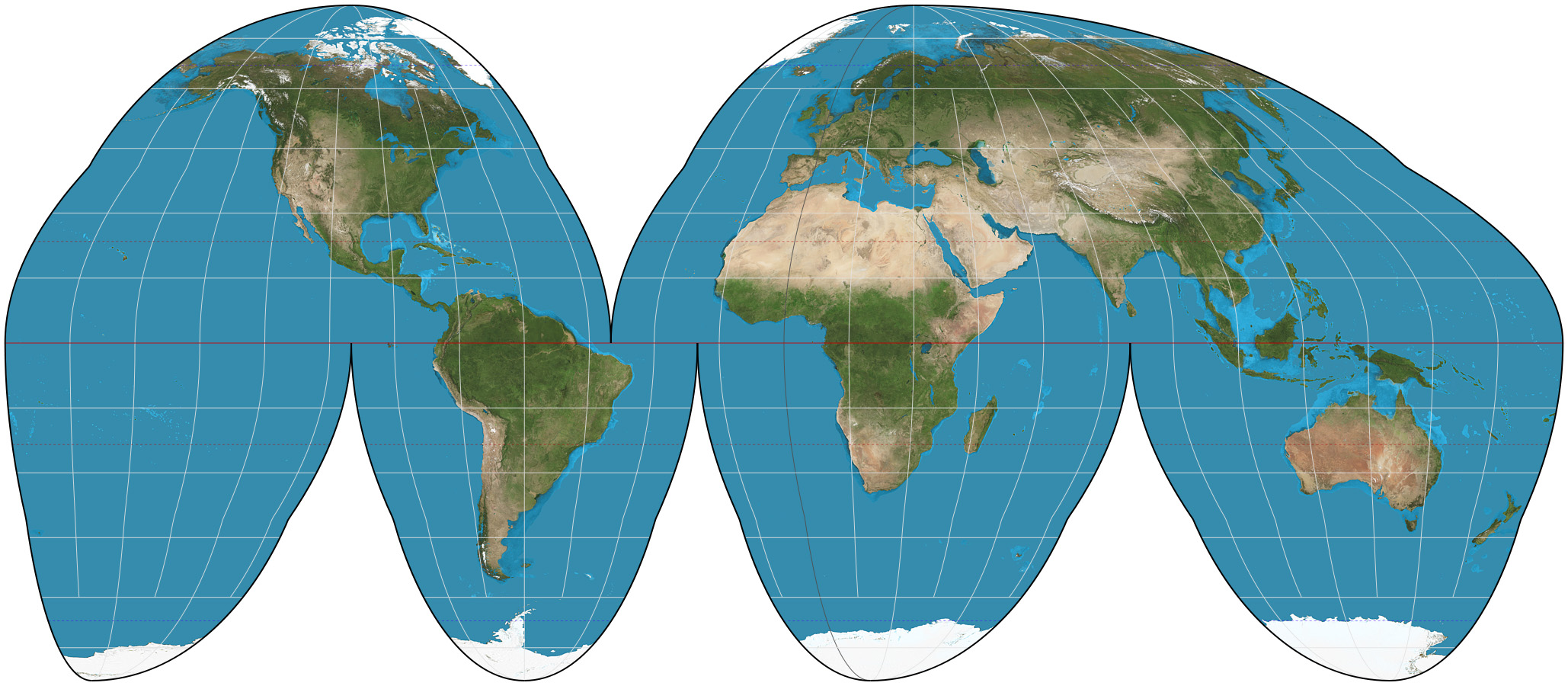
Goodeho zobrazení (1923)
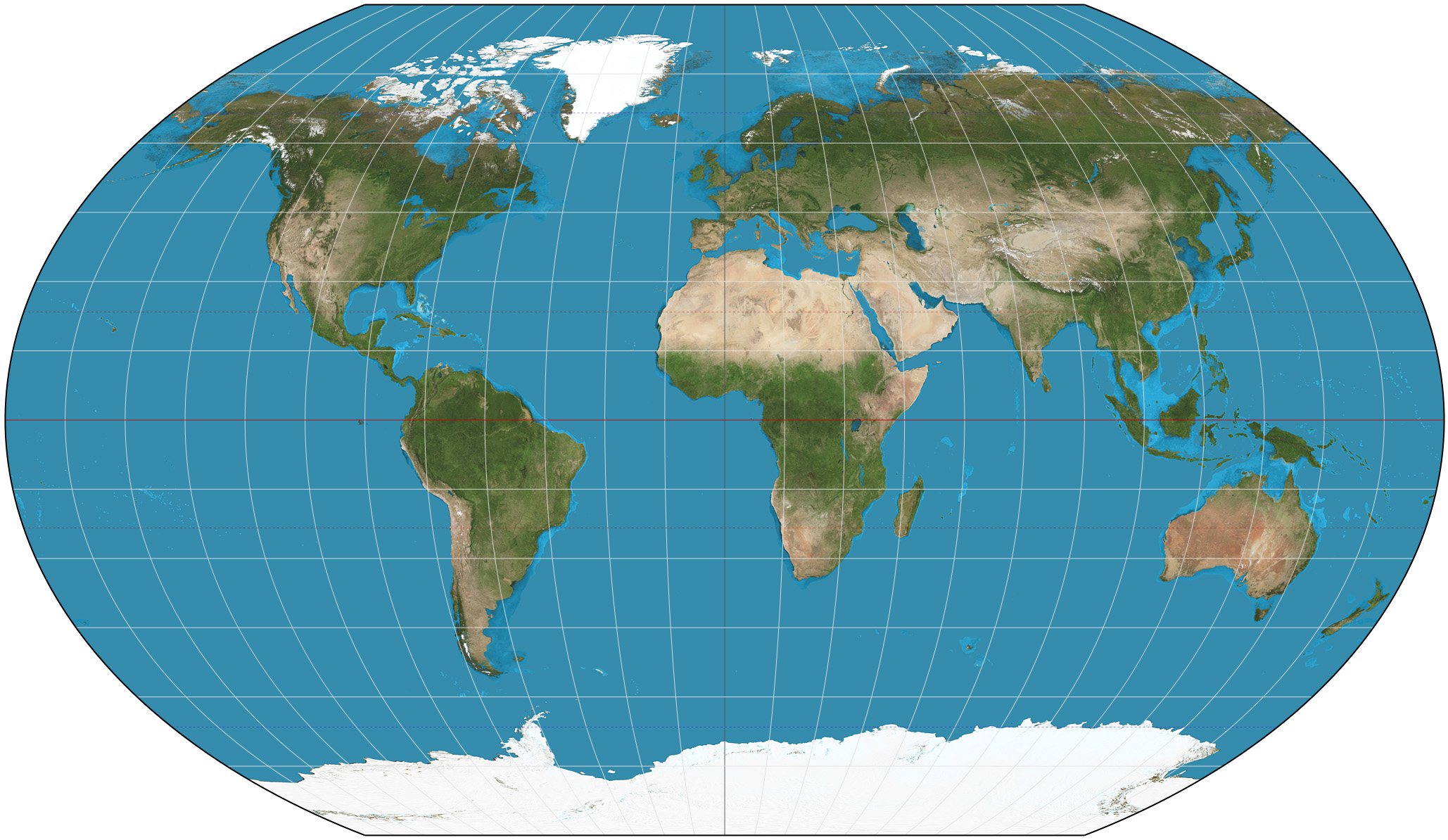
Kavrajského zobrazení (Kavrayskij VII, 1939)
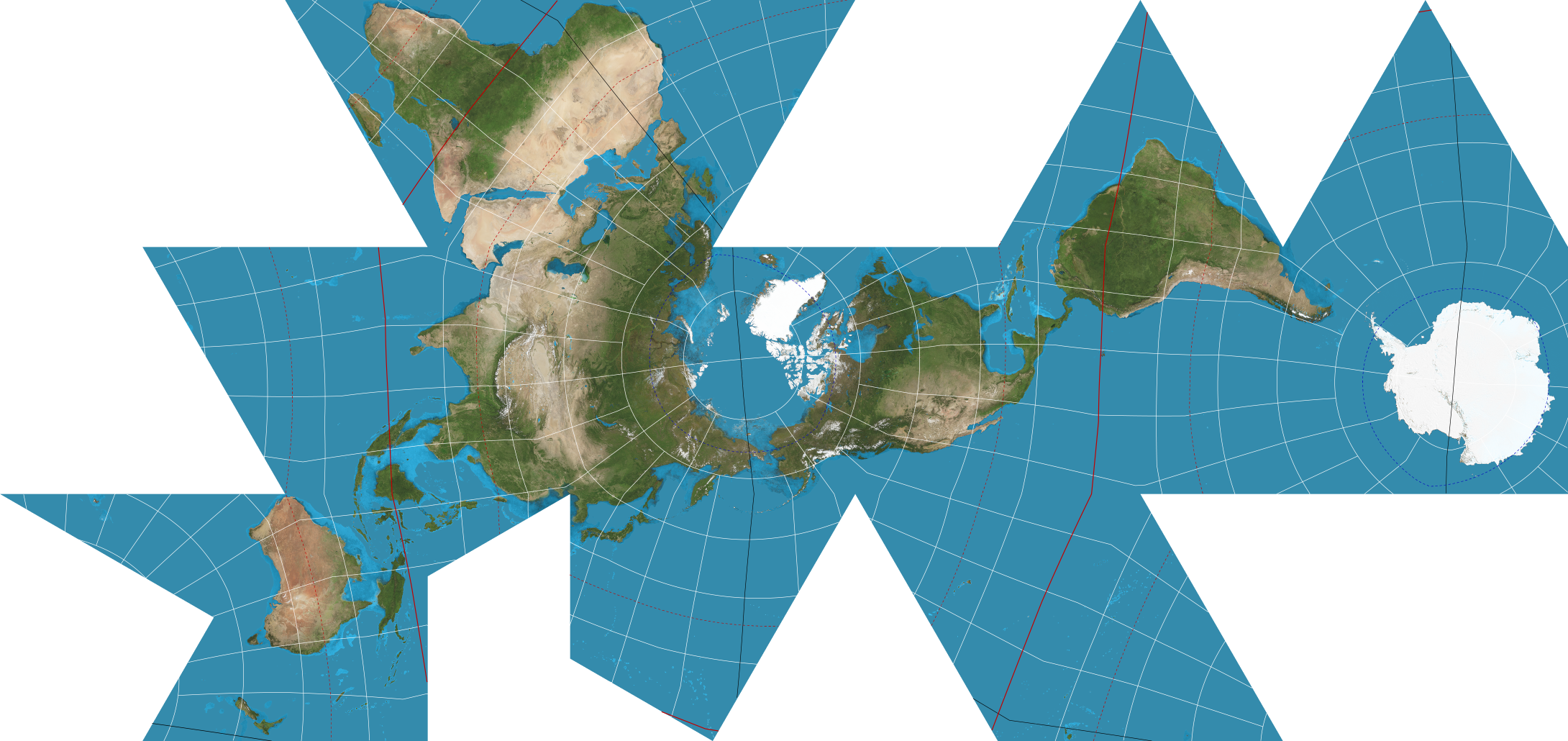
Zobrazení Dymaxion (1954)
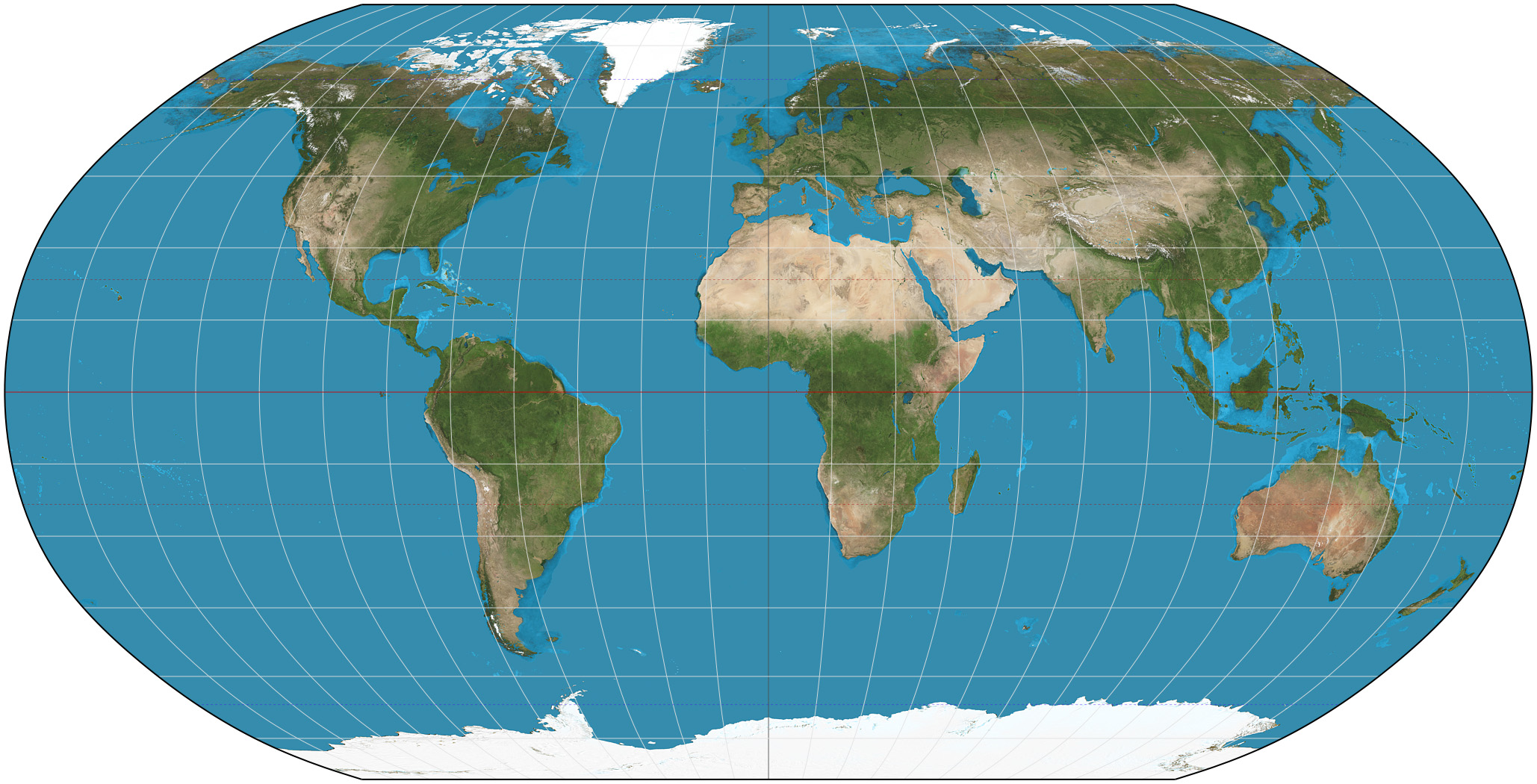
Robinsonovo zobrazení (1963)
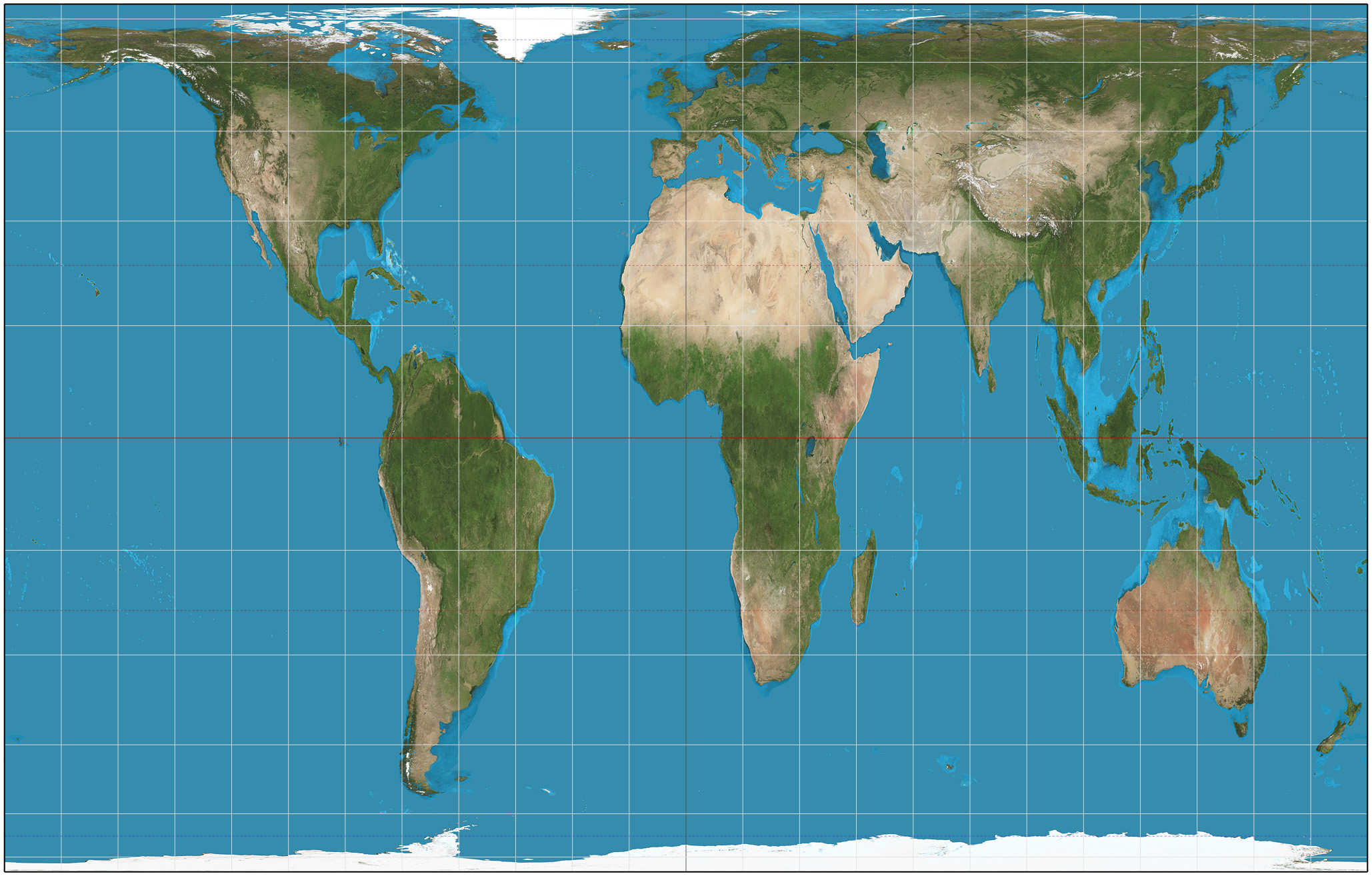
Gall-Petersovo zobrazení (1973)

## Třídění mapových zobrazení

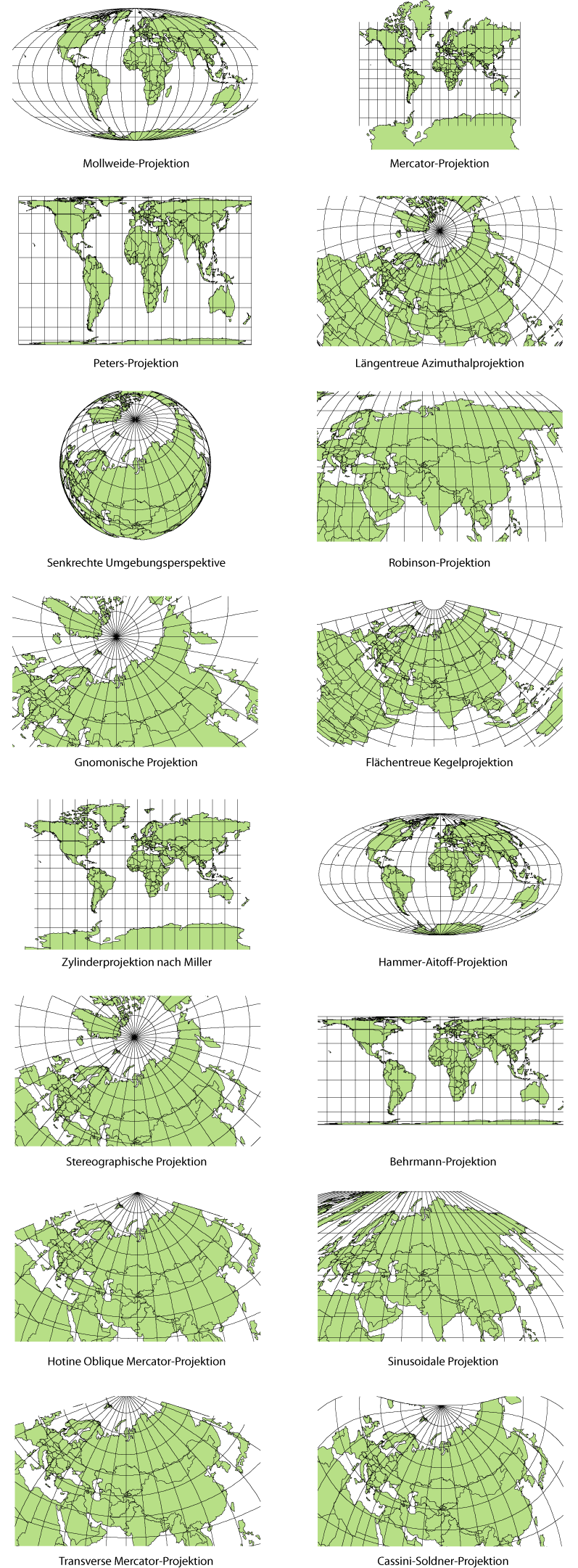
Různá mapová zobrazení

### Mapová zobrazení podle kartografického zkreslení
- ekvidistantní (délkojevná, stejnodélková) – nezkreslují vzdálenosti v určitém směru (netýká se všech délek)
- ekvivalentní (plochojevná, stejnoplochá) – zachovávají poměry ploch, jsou však zkresleny úhly
- konformní (úhlojevná, stejnoúhlá) – věrně zachycují úhly, ale silně zkreslují plochy
- vyrovnávací (kompenzační) – kompromisní zobrazení s mírným zkreslením úhlů i ploch; do této kategorie lze počítat i mnohá zobrazení délkojevná

### Mapová zobrazení podle vzhledu zobrazovací plochy
- jednoduchá
  - azimutální – zobrazuje se přímo na rovinu (např. Gnómonická projekce)
  - kuželová – zobrazuje se na plášť kužele, který se poté rozvine do roviny
  - válcová – zobrazuje se na plášť válce, který se poté rozvine do roviny (např. Behrmannovo nebo Mercatorovo zobrazení)
- nepravá (pseudo-zobrazení) – odvozená z výše uvedených zobrazení azimutálních, kuželových a válcových (např. Mollweidovo zobrazení)
- mnohokuželová (polykónická) – místo jednoho kuželového pláště je použita soustava kuželů
- zobrazení po vymezených částech – nejedná se vlastně o druh zobrazení, ale o opakování téhož způsobu zobrazení po malých územích, čímž je minimalizováno zkreslení

### Mapová zobrazení podle polohy osy zobrazovací plochy
- normální (pólová) – osa válce nebo kužele je totožná s osou glóbu nebo se zobrazovací rovina dotýká glóbu na jednom pólu
- příčná (transverzální, rovníková) – osa válce nebo kužele leží v rovině rovníku nebo se zobrazovací rovina dotýká glóbu na rovníku
- obecná (šikmá) – osa válce nebo kužele prochází středem glóbu, ale nesplývá s jeho osou ani neleží na rovníku nebo se zobrazovací rovina dotýká glóbu v libovolném bodě mezi pólem a rovníkem